# Anomis grandipuncta
Anomis grandipuncta là một loài bướm đêm trong họ Erebidae.